# Chiesa di San Giuseppe (Oppido Mamertina)
La chiesa di San Giuseppe è un luogo di culto cattolico di Oppido Mamertina. È ubicata nel centro cittadino in via Francesco Maria Coppola. È conosciuta anche chiesa della Madonna del Buon Consiglio.

## Storia
La chiesa è di origini cinquecentesche e sorgeva accanto al convento dei Minimi, prima che il centro abitato della nuova città, distrutta dal terremoto del 1783, si espandesse intorno ad essa. La prima ricostruzione avviene proprio dopo i danni subiti nel 1783.
L'edificio attuale è un'ulteriore ricostruzione dopo i gravi danni del terremoto del 1908. La chiesa viene ricostruita in tutta la parte sommitale della chiesa, mantenendo originali il portale e parte delle coppie di lesene, gli altari interni e la porzione inferiore della torre campanaria.

## Descrizione

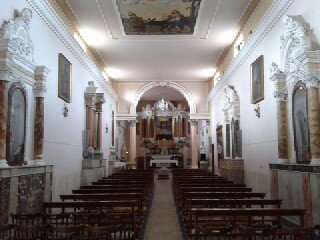
L'interno della chiesa

La chiesa si sviluppa su navata unica con presbiterio sopraelevato e grande altare marmoreo. La facciata neoclassica deriva in gran parte dalla ricostruzione novecentesca, a parte gli elementi originali. Il campanile, posto a destra della facciata, ha una cella campanaria con tre originali aperture ellittiche.
L'interno ospita un'artistica statua di San Giuseppe scolpita in legno dall'artista oppidese Rocco Morizzi e diverse nicchie laterali riccamente scolpite in marmo, così come l'altare maggiore posto in fondo al presbiterio ove si accede attraversando un grande arco sorretto da due colonne in granito. Sopra l'altare è posto il quadro della Madonna del Buon Consiglio, cinquecentesca. Entrando subito a destra è posta la nicchia che custodisce la statua della Madonna del Buon Consiglio, mentre verso il presbiterio sono poste le nicchie che custodiscono le statue di San Francesco di Paola, pregiata scultura lignea del 1600, Sant'Antonio da Padova e San Giuseppe. Sulla sinistra quelle di Santa Lucia, il Sacro Cuore di Gesù e una tela raffigurante la Sacra Famiglia. Sul soffitto è posto un dipinto di Domenico Mazzullo che raffigura San Giuseppe conduce un asinello con la Madonna e il Bambino. Sparse nella chiesa si possono ammirare numerosi capitelli ed altre sculture in marmo provenienti dalla città medievale.
Nei sotterranei della chiesa sono presenti le cripte utilizzate per l'essiccazione dei cadaveri, che venivano posti entro nicchie in posizione seduta e legati con un particolare sistema di fermi in ferro. Tutte le nicchie erano poi collegate da canali di scolo dove confluiva il materiale biologico della decomposizione. Ad essiccazione avvenuta, legati ai fermi in ferro, rimanevano in quella peculiare posizione gli scheletri dei monaci lì sepolti.
Legata a questa chiesa nacque, da un'antica devozione della famiglia Germanò, la Congrega di San Giuseppe, ufficializzata con il Real Decreto del 26 novembre 1846, ma sarà il vescovo mons. Caputo ad assegnare la chiesa come oratorio della Confraternita e a farne omologare dal re di Napoli la concessione nel 1854.

## Festività e ricorrenze
- Festa di San Giuseppe (19 marzo, con processione per le vie cittadine).[4]

## Titoli
- Chiesa sussidiaria. Il luogo di culto appartiene alla Parrocchia di San Nicola.